# 博耶 (密蘇里州)
博耶（英語：Boyer）是位於美國密蘇里州賴特縣的非建制地區。

## 歷史
博耶的郵局於1884年設立，其後於1909年停運。

## 地理
博耶所處的海拔為高於海平面458米（即1503英呎），而該地所採用的時區為UTC-6，即北美中部時區（CST）。同時該地設有夏令時間，為UTC-6調快一小時，即UTC-5（CDT）。